# Discodes acanthopulvinariae
Discodes acanthopulvinariae är en stekelart som beskrevs av Trjapitzin 1968. Discodes acanthopulvinariae ingår i släktet Discodes och familjen sköldlussteklar.
Artens utbredningsområde är:
- Armenien.
- Turkmenistan.
- Uzbekistan.

Inga underarter finns listade i Catalogue of Life.